# Neoromanticismo

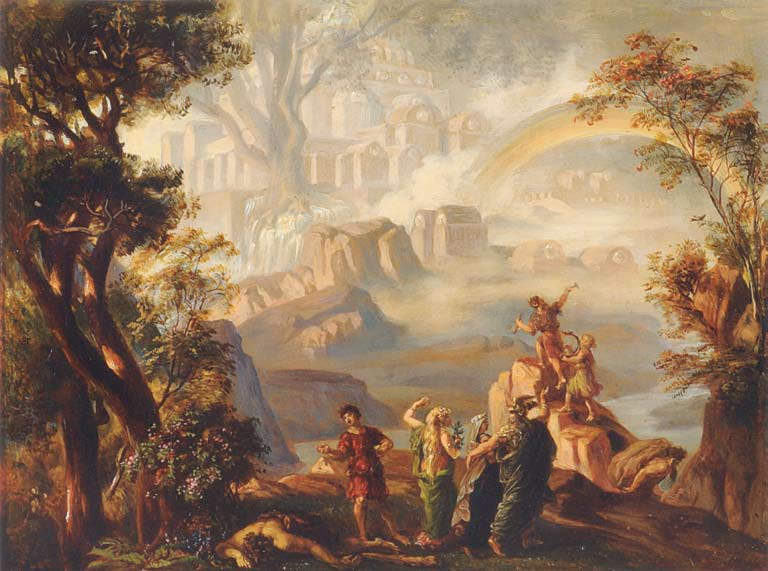
Josef Hoffmann, Scena finale dell"Anello del Nibelungo", schizzo ad olio, 1876, Richard Wagner Museum (Bayreuth). Per il wagnerismo fu coniato il termine neoromantico.

Il termine neoromanticismo viene utilizzato per coprire una varietà di movimenti nella filosofia, letteratura, musica, pittura e l'architettura, così come per i movimenti sociali, che incorporano e riprendono elementi dell'epoca del romanticismo. 

## Uso originario
È stato usato con riferimento ai compositori del tardo XIX secolo, in particolare a Richard Wagner, da Carl Dahlhaus che polemicamente descriveva la sua musica come "una fioritura tardiva di romanticismo in un'epoca positivista", e pre-decadentista.
In ciò fu un'epoca ispirata e caratterizzata anche da Schopenhauer, Nietzsche, Poe, Baudelaire, parnassianesimo, estetismo (in Italia vi fu il fenomeno della Scapigliatura e del tardo romanticismo come in Giovanni Prati). Dahlhaus considera il termine come sinonimo di "età di Wagner", dal 1850 circa al 1890, all'inizio dell'epoca moderna, in cui erano i primi rappresentanti Richard Strauss e Gustav Mahler.

## Utilizzo seguente
Questo termine è stato poi applicato a scrittori, pittori e compositori che hanno respinto, abbandonato, o contrastato movimenti come il realismo (letterario e artistico), il naturalismo, a volte per il decadentismo stesso come estrema nuova propaggine dell'ultimo e stanco romanticismo, o il modernismo d'avanguardia in varie epoche, dal 1840 ai giorni nostri. 
Spesso la vicinanza al romanticismo europeo o la presenza di un qualche ottimismo o fede provvidenziale li differenziava dai veri e propri decadenti, interessati più all'inconscio che alla concezione della storia.

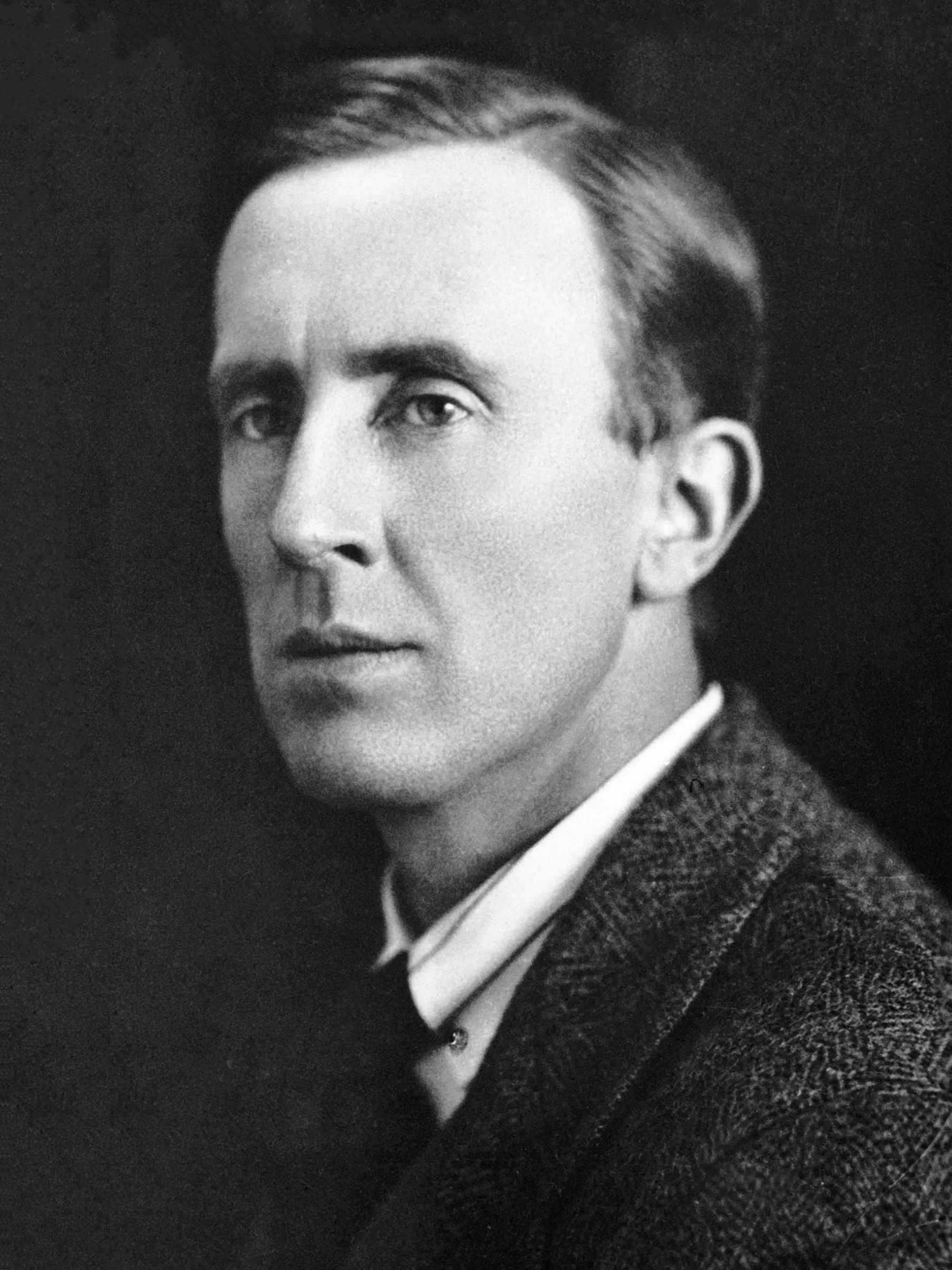
John Ronald Reuel Tolkien, autore di importanti opere epic fantasy come Il Signore degli Anelli, Lo Hobbit e Il Silmarillion, è stato spesso identificato dalla critica come un neoromantico del XX secolo.

Nel XIX e nel XX secolo, con l'esaurirsi del decadentismo, coloro che hanno abbandonato il realismo, lo storicismo, e molti poeti e artisti né classicisti e/o modernisti o realisti (in opposizione ad esempio a Thomas Stearns Eliot, al futurismo, al neorealismo, all'espressionismo e al realismo socialista), sono stati accostati disparatamente all'aggettivo neoromantico, ad esempio: Lewis Carroll e una parte consistente della letteratura vittoriana, per esempio Algernon Swinburne, Robert Louis Stevenson, Rudyard Kipling; i pittori Preraffaelliti; autori tardoromantici statunitensi vicini al trascendentalismo o contemporanei dei decadenti europei (come Emily Dickinson, Herman Melville, Walt Whitman); i crepuscolari italiani. 
In seguito J.R.R. Tolkien, C.S. Lewis, e il fantasy in generale, certa fantascienza, alcune opere di Arthur Conan Doyle, William Butler Yeats, Howard Phillips Lovecraft, e poeti come Robert Frost e Dylan Thomas.

## Accezione popolare moderna
A livello più popolare e di massa, possono essere accomunati all'aggettivo neoromantico il movimento gotico, la dark academia, esponenti della cultura neopagana e della musica New romantic, come la Second British Invasion (es. Dire Straits, Duran Duran, The Police...) o semplicisticamente certi filoni cinematografici o letterari sentimentali o d'avventura.